# Nikita Kljukin
Nikita Sergeevič Kljukin (in russo Никита Сергеевич Клюкин?, traslitterazione anglosassone Nikita Sergeyevich Klyukin; Rybinsk, 10 novembre 1989 – Jaroslavl', 7 settembre 2011) è stato un hockeista su ghiaccio russo, scomparso nell'incidente aereo che ha coinvolto la Lokomotiv Jaroslavl', squadra della Kontinental Hockey League.

## Carriera

### Club
Dopo aver iniziato la propria carriera nella squadra della sua città, Rybinsk, Kljukin passò alla seconda squadra della Lokomotiv Jaroslavl', militante nella terza divisione russa, la Pervaja Liga. Dal 2005 al 2009 disputò in totale 107 partite, con 37 reti e 41 assist forniti, per un totale di 78 punti.
Kljukin esordì nella Kontinental Hockey League nella stagione 2008-2009, esordendo con 34 partite disputate, 3 reti e 5 assist. Nel corso delle due stagioni successive fu ceduto in prestito per previ periodi alla squadra affiliata della Loko Jaroslavl', appartenente al massimo campionato giovanile russo, la Molodežnaja Hokkejnaja Liga, nota anche come MHL. Nei due periodi trascorsi con i Loko Kljukin disputò 8 partite, segnando 3 reti e fornendo 4 assist. In totale nella KHL vanta 129 partite disputate con 31 punti raccolti.

### Nazionale
In nazionale Kljukin esordì nel 2007 con la selezione Under-18, in occasione del Campionato mondiale U18, dove la nazionale russa conquistò la medaglia d'oro. Con la selezione Under-20 invece prese parte al Campionato mondiale U20 del 2009, nella quale la Russia conquistò il bronzo.

## Incidente aereo
Il 7 settembre 2011 Kljukin perse la vita quando un Yakovlev Yak-42, che portava a bordo l'intera squadra e lo staff della Lokomotiv, si schiantò al suolo nei pressi di Jaroslavl'. Il volo era diretto a Minsk, dove era in programma l'incontro d'esordio della stagione 2011-12. Delle 45 persone a bordo dell'aereo solo un pilota ed il difensore Aleksandr Galimov sopravvissero all'incidente.

## Palmarès

### Nazionale
- Campionato mondiale di hockey su ghiaccio Under-18: 1

Finlandia 2007